# Boulder (Wyoming)
Boulder è un census-designated place degli Stati Uniti d'America, situato nella Contea di Sublette nello stato del Wyoming. Nel censimento del 2000 la popolazione era di 30 abitanti.

## Geografia fisica
Secondo i rilevamenti dell'United States Census Bureau, la località di Boulder si estende su una superficie di 3,4 km², tutti occupati da terre.

## Popolazione
Secondo il censimento del 2000, a Boulder vivevano 30 persone, ed erano presenti 7 gruppi familiari. La densità di popolazione era di 8,9 ab./km². Nel territorio comunale si trovavano 28 unità edificate. Per quanto riguarda la composizione etnica degli abitanti, il 100% era bianco.
Per quanto riguarda la suddivisione della popolazione in fasce d'età, il 10,0% era al di sotto dei 18, il 6,7% fra i 18 e i 24, il 30,0% fra i 25 e i 44, il 36,7% fra i 45 e i 64, mentre infine il 16,7% era al di sopra dei 65 anni di età. L'età media della popolazione era di 46 anni. Per ogni 100 donne residenti vivevano 130,8 uomini.